# Classe Lagrange
La classe Lagrange est une série de sous-marins de la Marine nationale française qui ont servi durant l'entre-deux-guerres.
Elle comprend quatre navires :
- le Lagrange, le navire de tête ;
- le Laplace (Q111) ;
- le Regnault (Q113) ;
- et le Romazotti (Q114).